# Cray X1

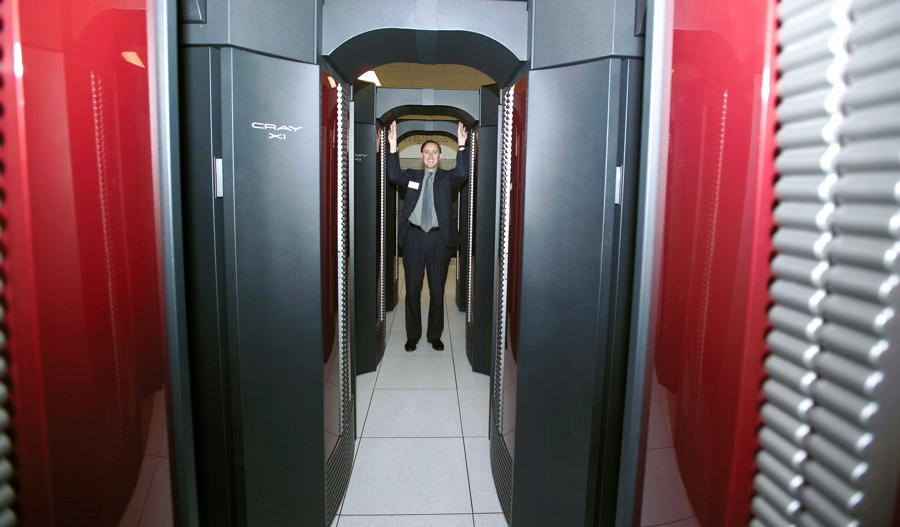
Immagine del sistema

Il Cray X1 era un supercomputer vettoriale ad architettura NUMA prodotto da Cray Inc. fin dal 2003. L'X1 venne descritto come unificazione dell'architettura dei Cray T90, Cray SV1 e Cray T3E in un'unica macchina. L'X1 eredita dall'SV1 i processori multistreaming, la cache vettoriale e la tecnologia CMOS, dal T3E il sottosistema di memoria distribuita scalabile e dal T90 l'elevata banda della memoria e il raffreddamento a liquido.
L'X1 ha un ciclo di clock di 1.2 ns (800 MHz), pipeline vettoriali a 8 vie in modalità MSP e ogni processore offre un picco di potenza di 12.8 gigaFLOPS. Fino a 64 processori è disponibile la versione raffreddata ad aria. La versione raffreddata a liquidi può arrivare fino a 4096 processori e a 1024 moduli di memoria collegati tramite un doppio toro bidimensionale a 32 sezioni. Il sistema è in grado di generare un picco di potenza teorico di 50 TeraFLOPS. Il più grande sistema X1 non classificato ha 512 processori e si trova nei Oak Ridge National Laboratory, benché il sistema fosse stato in seguito aggiornato all'X1E.
L'X1 può essere programmato tramite un sistema di comunicazione basato su messaggi come l'MPI e il PVM, o tramite un linguaggio che gestisce la memoria condivisa come l'Uniform Parallel C o il Co-Array Fortran. L'X1 utilizza come sistema operativo l'UNICOX/mp un sistema operativo che condivide più caratteristiche in comune con il sistema operativo IRIX di Silicon Graphics che con il vecchio UNICOS utilizzato sulle precedenti macchine Cray.
Nel 2005 Cray rilasciò la versione X1E basata su processori dual-core in modo da creare nodi con otto core (quattro processori). I processori vengono portati alla frequenza di 1150 MHz. I miglioramenti triplicano la potenza di picco dei processori ma riducono la banda disponibile per ogni core. Le schede X1 e X1E possono venir mischiate nello stesso sistema.